# Malaxa
Malaxa – to samochód osobowy zbudowany w 1945 roku w Reșicie w Rumunii przez zakłady Nicolae Malaxa. Samochód posiadał trzy cylindrowy silnik o mocy 30 koni mechanicznych, który spalał 10 l benzyny na 100 km i był zdolny do rozwijania prędkości do 120 km/h. Malaxa oferowała wysoki poziom komfortu i mogła przewozić sześć osób.
Produkcja została wstrzymana, gdy Sowieci postanowili przenieść linię produkcyjną do Związku Radzieckiego.